# Ośrodek kamieniarski w Bruśnie
Ośrodek kamieniarski w Bruśnie obejmował zespół wsi Stare Brusno, Polanka Horyniecka i Nowe Brusno. Do XVII w. Brusno było jedną wsią. W 1785 r. pośrodku Brusna władze austriackie założyły w ramach kolonizacji józefińskiej niemiecką wieś DeutschBach, rozdzielając Brusno na Stare i Nowe. Po wojnie Stare Brusno zostało całkowicie wysiedlone i zniszczone (na miejscu wsi pozostało zarastające lasem cerkwisko - murowana cerkiew z 1906 r. była zniszczona w 1956 roku - i cmentarz), a nazwę wsi DeutschBach zmieniono na Polanka Horyniecka.

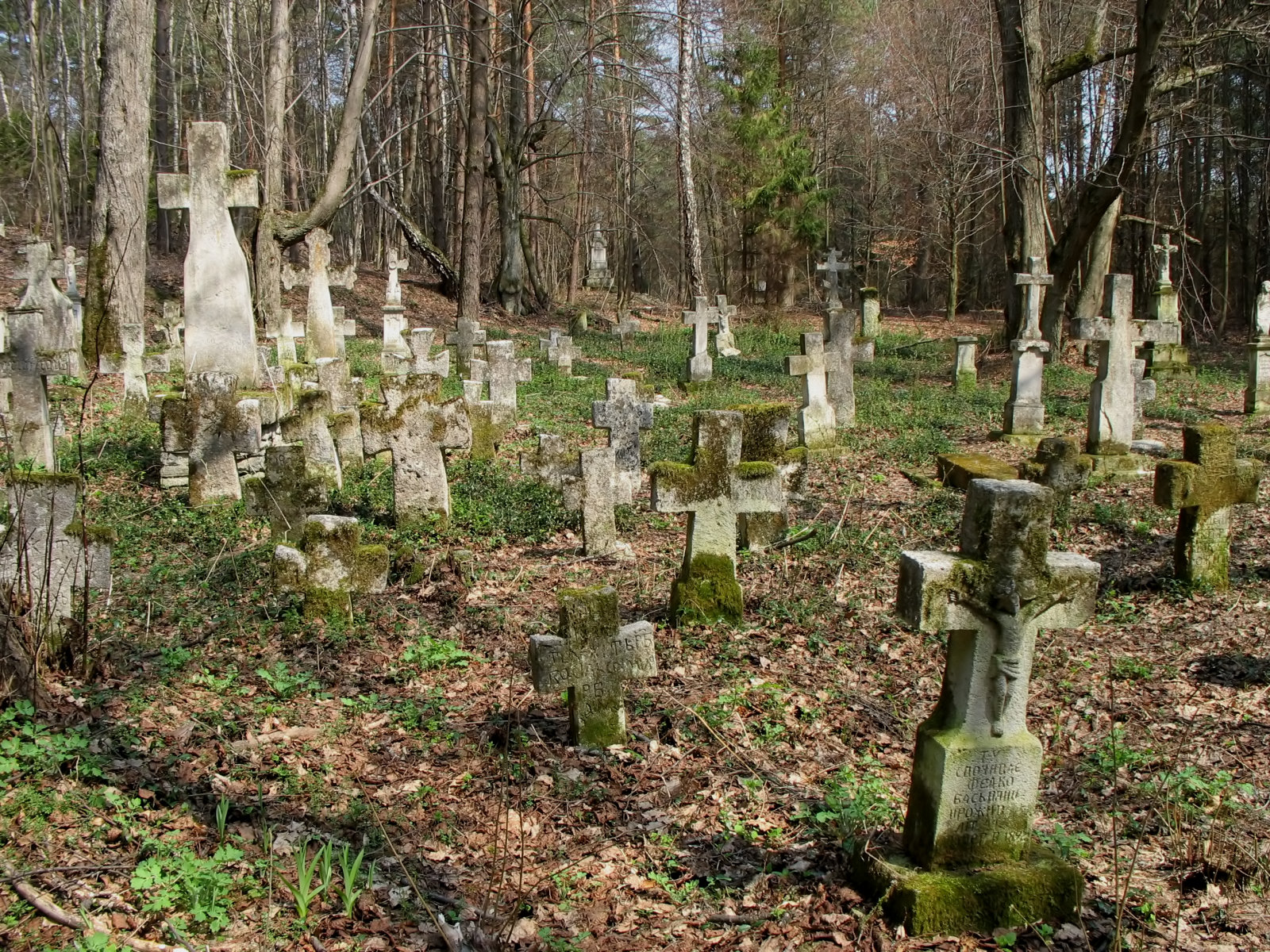
Cmentarz w Starym Bruśnie

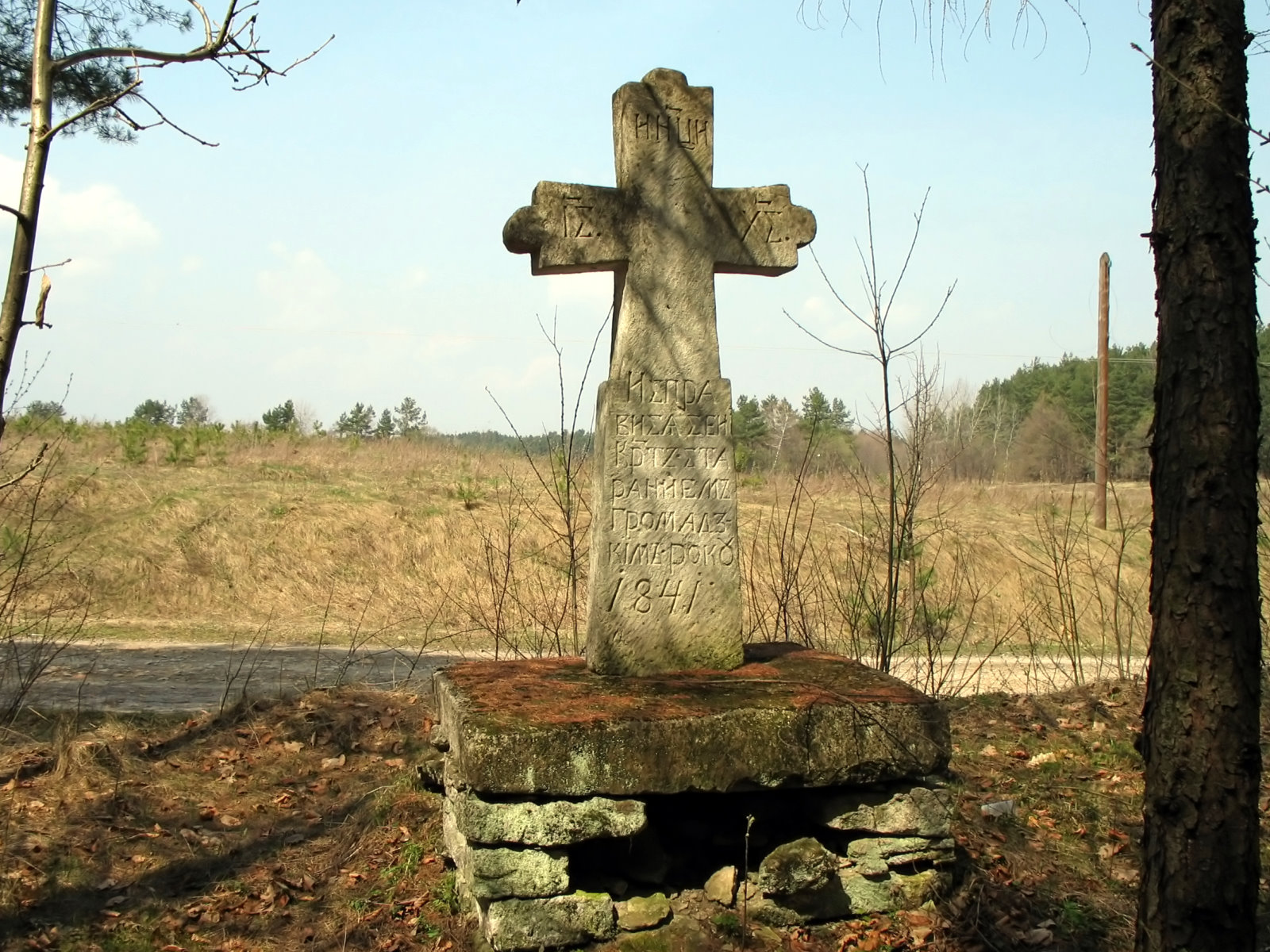
Krzyż gromadzki postawiony w 1841 roku, przy drodze do greckokatolickiego cmentarza w Starym Bruśnie.

## Historia ośrodka
Lustracja dawnego zamku lubaczowskiego (spłonął w roku 1700), przeprowadzana w latach 1564-1565 mówi o kamieniarzach pracujących dla zamku. Można przypuszczać, iż byli to właśnie kamieniarze z Brusna. Najstarsza wzmianka pisana o "trzech mistrzach, którzy w Bruśnie łamią kamienie" pochodzi z lat 1654-1655 i dotyczy najprawdopodobniej kamieniarzy miejscowych. Według tradycji ustnej w tym samym czasie we wsi pojawili się zagraniczni mistrzowie rzemiosła. Nie ma zgodności co do ich narodowości, jedna z wersji mówi o "dwóch Italianach", inna, że to byli "jacyś Turcy".
Początkowo wyrabiano w Bruśnie głównie kamienie młyńskie i żarnowe, kamień budowlany oraz inne przedmioty użytkowe. Wyroby artystyczne (krzyże i figury przydrożne, nagrobki) pojawiły się – sądząc po datowanych obiektach – na początku XIX w. Na okolicznych cmentarzach zachowały się setki wytwarzanych tu nagrobków, zwanych bruśnieńskimi. Stoją również dziesiątki przydrożnych krzyży bruśnieńskich. O popularności ośrodka świadczyć mogą liczne nagrobki bruśnieńskie w odległych miejscowościach, m.in. w Kolbuszowej, Dłużniowie, Zamościu, Józefowie, Lwowie, Jarosławiu i Przeworsku.  Najbardziej oddalone od Brusna pojedyncze rzeźby istnieją do dziś w Roźwienicy, Świebodnej, Pruchniku, Lipiu i Kostarowcach. 
W bruśnieńskim ośrodku kamieniarskim nie były wyrabiane kamienie do ostrzenia narzędzi ("toczydła", "brusy"), gdyż nie było tu odpowiedniego surowca. Toczydła produkowano w pobliskiej Hucie Różanieckiej, stosując materiał z tamtejszego kamieniołomu.

## Kamieniołom
Miejscem pozyskiwania surowca były zbocza góry Brusno (364,8 m), położonej ok. 1 km na południe od Starego Brusna. Właścicielami działek pod Górą byli wyłącznie mieszkańcy Starego Brusna, nawet po powstaniu Nowego Brusna i Deutschbach. Najcenniejszym surowcem był miękki kamień, zwany tu "wapniakiem", przeznaczony do obróbki rzeźbiarskiej. Zalegał na głębokości 15–20 m poniżej poziomu zbocza.
Po II wojnie światowej kamieniołom eksploatowany był przez Spółdzielnię Usługowo-Wytwórczą Kółek Rolniczych w Horyńcu. W latach 60. XX w. próbowano odstrzału skał materiałami wybuchowymi, ale uzyskiwany w ten sposób surowiec nie nadawał się do użytku. Materiały wybuchowe przechowywane były w jednym ze schronów bojowych Linii Mołotowa, położonym w pobliżu kamieniołomu. Później kamieniołom był własnością Przedsiębiorstwa Usług Terenowych i Rejonu Eksploatacji Kamienia w Rzeszowie. Pracowało tu kilkadziesiąt osób. Wydobycie kamienia trwało przez całą dobę. Był on na miejscu kruszony i sortowany. Po zakładzie pozostały resztki budynków i maszyn, linia energetyczna wysokiego napięcia oraz stare słupy oświetleniowe.
Obecnie (2006 r.) teren kamieniołomu jest własnością Nadleśnictwa w Lubaczowie. Jedno z wyrobisk jest dzierżawione prywatnemu przedsiębiorcy, który sezonowo wydobywa tu kamień, głównie do celów budowy dróg. W nieczynnej części kamieniołomu widać w wielu miejscach świeże ślady dzikiej eksploatacji.

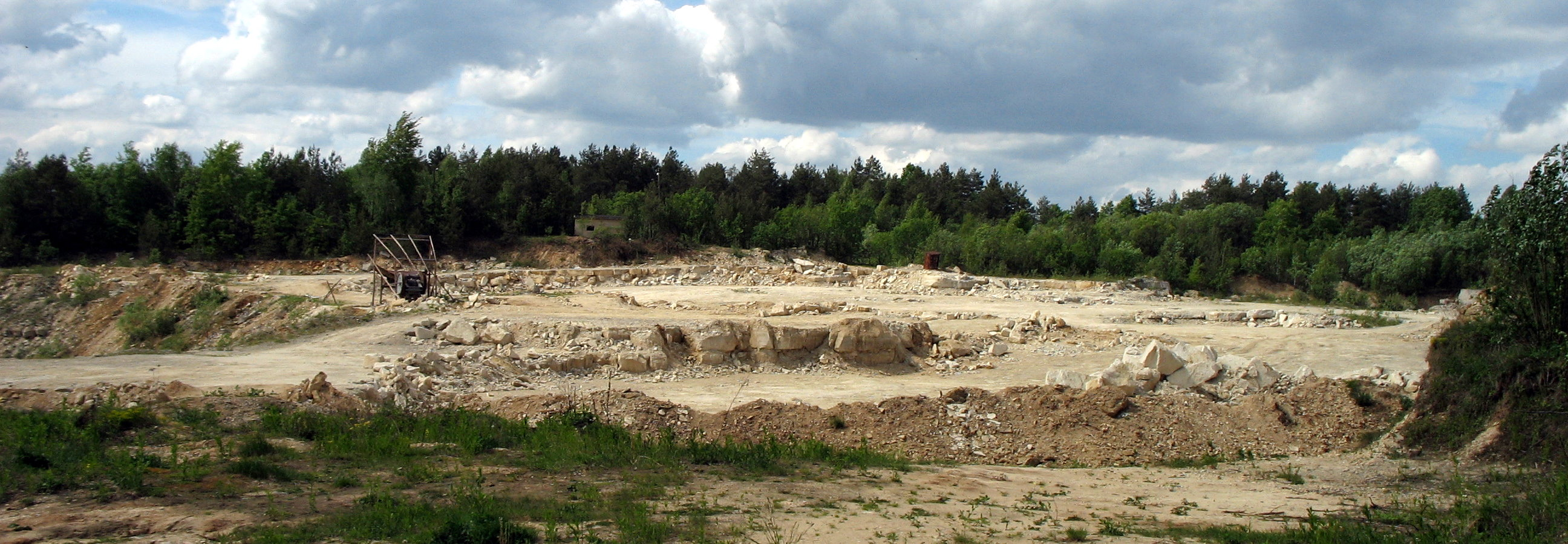
Kamieniołom w Starym Bruśnie

W przysiółku Starego Brusna "Szałasy" istniał najstarszy kamieniołom, w którym wydobywano kamień twardy, używany do wyrobu kamieni młyńskich i żarnowych ("żarniaków") oraz na surowiec budowlany.

## Wydobywanie i obróbka surowca
Pokłady kamienia zalegają tu poziomymi warstwami, poprzecinanymi naturalnymi, pionowymi szczelinami. Ułatwia to oddzielanie prostopadłościennych bloków od złoża. Eksploatację zaczynano od podnóża zbocza, zdejmując najpierw warstwę próchnicy i zwietrzałe warstwy kamienia. Łamanie bloku rozpoczynał górnik (nazwa "kamieniarz" nie była tu znana) od wykucia dziaganem rowków i włożenie weń klina lub klinów żeliwnych. Kliny, pobijane dużym młotem odrywały blok od masywu skalnego. Gdy szczeliny zrobiły się dostatecznie szerokie, przy pomocy łomu blok odsuwano na bok i umieszczano na wozie lub saniach. XIX w. stosowano zimą metodę "mokrych klinów" – bukowe, świerkowe lub sosnowe kliny wbijane były w szczeliny i polewane wodą lub moczem. Zamarzająca woda rozsadzała w nocy skałę, a przychodzący rano górnicy oddzielali łomami. Urobek transportowano do swojego gospodarstwa, gdzie był obrabiany. Tutejsi kamieniarze sami wydobywali surowiec, który był dla nich materiałem rzeźbiarskim.

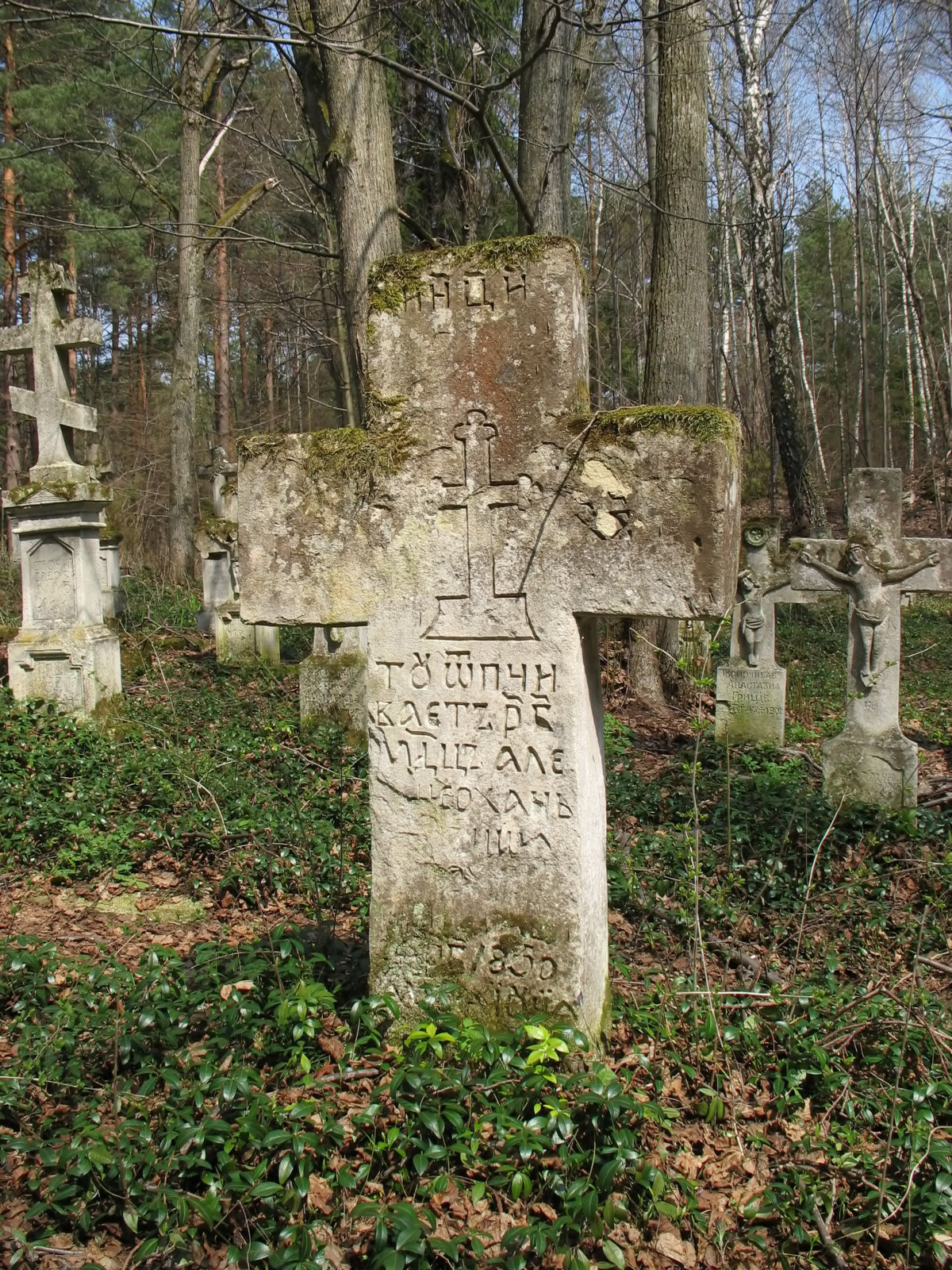
Stare Brusno, nagrobek z 1850

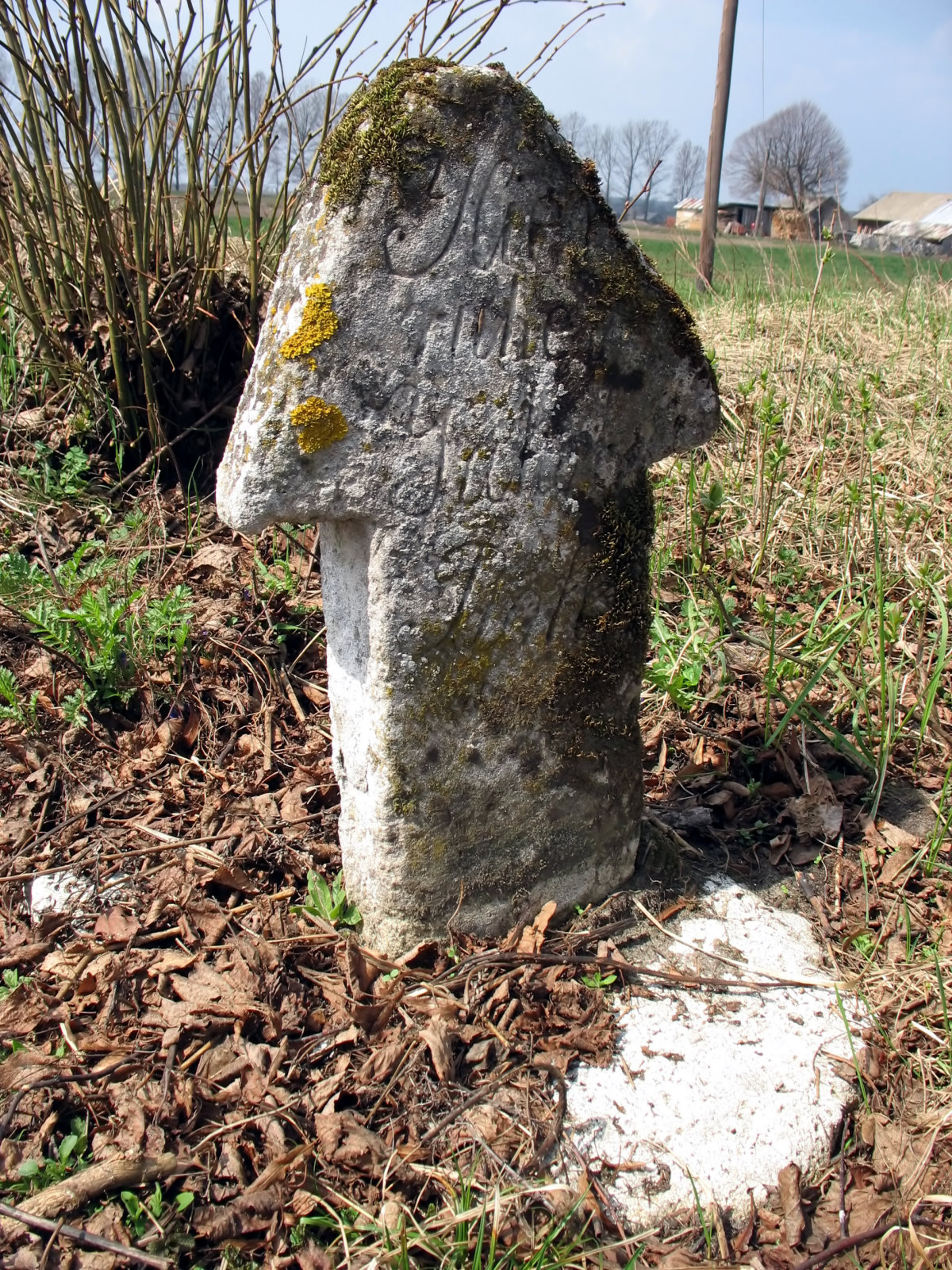
Nowe Brusno, nagrobek ewangelicki, 1857

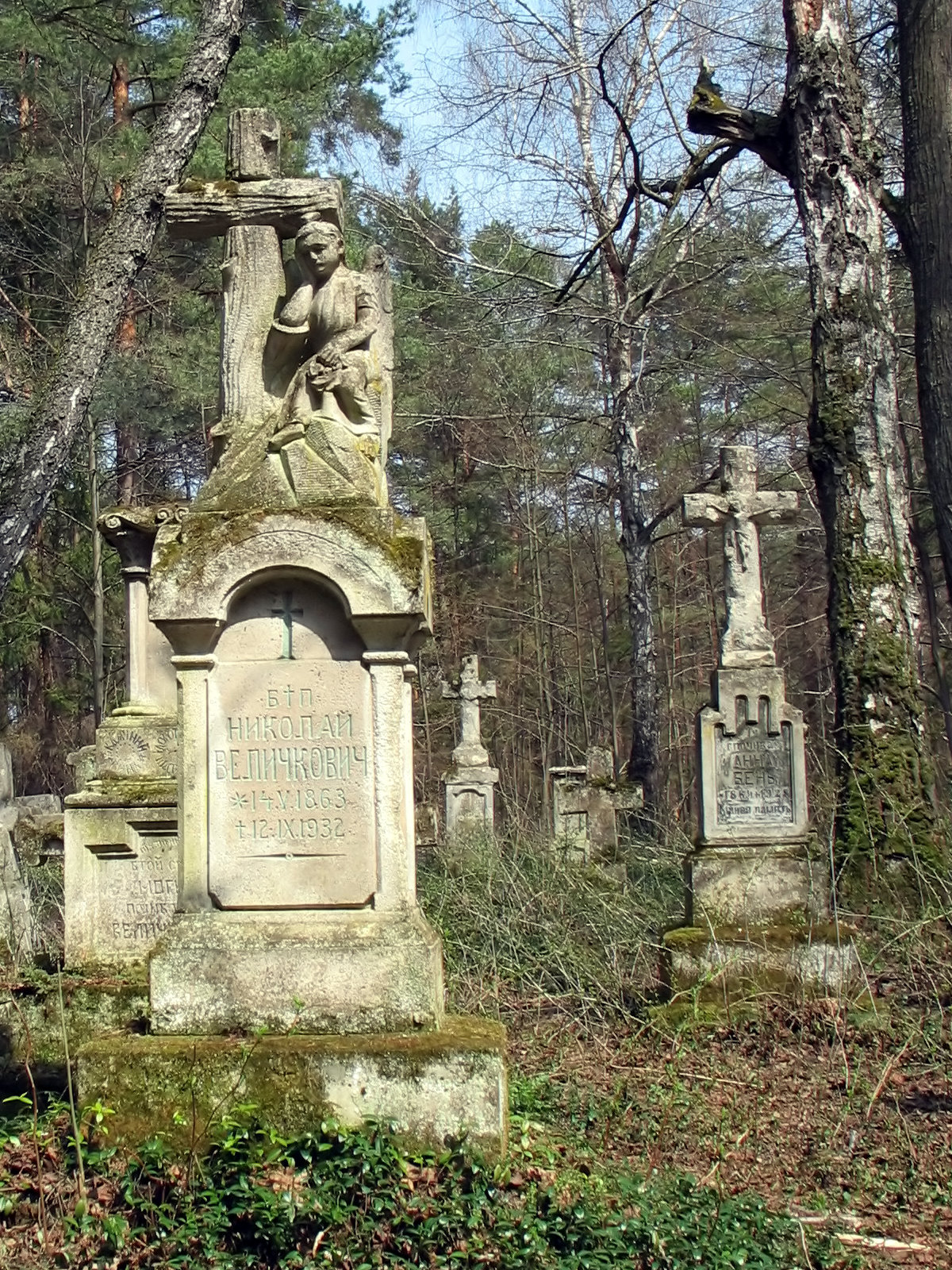
Stare Brusno, nagrobek typu figura, 1932

## Bruśnieńscy kamieniarze
Wielu dawnych rzeźbiarzy bruśnieńskich pozostaje anonimowa. Znane są głównie rodziny, które zajmowały się z pokolenia na pokolenie rzeźbiarstwem i obróbką kamienia. Są to między innymi rody: Chmielów, Kuźniewiczów, Lubyckich, Bumbarów, Hałaburdów, a także Stefan Danys, Piotr Hrabec, Aleksy Duś, Dymitr Podgórecki. Kamieniarze byli zazwyczaj samoukami a znajomość rzemiosła przechodziła z ojca na syna. Wyjątkiem był Grzegorz Kuźniewicz, który pobierał naukę we Lwowie. Wśród kamieniarzy nie było podziału na tych, co kopali i tych, co rzeźbili. Czasami w kopaniu nie brał udziału najstarszy z rodu, gdy był w podeszłym wieku. Do rzadkości natomiast należało, by kamieniarze sami trudnili się zbytem wyrobów. Wyodrębnił się specjalny zawód "furmanów", którzy wyroby rozwozili po okolicy. Jednym ze stałych miejsc sprzedaży był jarmark w Jarosławiu. Po wojnie kamieniarstwem zajmował się też Adam Birnbach i Mieczysław Zaborniak, którzy mieszkali w Polance Horynieckiej. 

## Przegląd zachowanych wyrobów bruśnieńskich
- Najstarszymi z zachowanych wyrobów są krzyże nagrobne, kształtem zbliżone do krzyża maltańskiego. Możliwe do odczytania napisy pochodzą z pocz. XIX w., krzyże bez zachowanych napisów mogą być starsze. Krzyże te są niskie, przysadziste, stawiane wprost na ziemi, często o ramionach nierównych i niesymetrycznych. Zachowane napisy (zazwyczaj wyłącznie rok) są ryte grubym dłutem, niezdarne i nierówne.
- Od lat 40. XIX w. krzyże stają się wyższe, wydłuża się głównie dolne ramię. Stawiane są na niewielkiej poziomej płycie, dzięki czemu nie zapadają się w ziemię. Powierzchnie czołowe pokrywane są w większej części bardziej precyzyjnymi napisami oraz rysunkiem krzyża. W skład napisu wchodzą przeważnie: monogram INRI, inwokacja, imię i nazwisko zmarłego, wiek i data śmierci. Dokładne odczytanie niektórych napisów pozwala podejrzewać, że twórca był niepiśmienny, a napis odtwarzał bez zrozumienia z oryginału narysowanego na kartce.
- Od poł. XIX w. krzyż staje się mniejszy i traci kształt krzyża maltańskiego. Wyniesiony zostaje na postument, najczęściej w kształcie smukłej piramidy o ściętym wierzchołku. Inskrypcje umieszczane są na postumencie.
- Przy końcu XIX w. postumenty stają się wieloczęściowe, rozbudowane i bogato zdobione. Na krzyżu pojawia się płaskorzeźba Chrystusa Ukrzyżowanego, a sam krzyż bywa ozdobnie profilowany.
- W tym samym czasie pojawiają się nagrobki nazywane "figurą". Rzeźba Chrystusa staje się bardziej przestrzenna, poniżej pojawiają się adorujące postacie Matki Bożej i Marii Magdaleny. Widać doskonalenie się warsztatu twórców.
- Na pocz. XX w. nagrobki stają się bardziej urozmaicone. Figura Chrystusa na krzyżu staje się realistyczna i anatomicznie poprawna. Na postumencie zamiast krzyża stawiana bywa duża rzeźba Matki Bożej lub anioła.
- Po I wojnie światowej następuje powolny zanik charakterystycznej twórczości bruśnieńskich kamieniarzy, nagrobki stają się podobne do tworzonych w innych rejonach kraju.

Oprócz nagrobków, najczęściej spotykanymi wyrobami były:
- krzyże przydrożne, stawiane na pamiątkę zniesienia pańszczyzny, ustania zarazy we wsi, podziękowanie za ocalenie życia, urodzenia dziecka w rodzinie, wysłuchania modlitw, uzdrowień, szczęśliwego powrotu zza granicy.
- pomniki związane z narodowymi świętami.